# College van burgemeester en schepenen
In het Vlaams Gewest en het Brussels Hoofdstedelijk Gewest wordt het bestuur van een gemeente uitgeoefend door het college van burgemeester en schepenen (afgekort CBS), meestal schepencollege genoemd. In Wallonië spreekt men van het gemeentecollege (collège communal, Gemeindekollegium in de Duitstalige Gemeenschap).
Het steunt in de regel op een politieke meerderheid binnen de gemeenteraad (net als een regering binnen het parlement).

## Geschiedenis
De eerste Gemeentewet uit 1836 legde het college van burgemeester en schepenen vast. Er waren 2 of 4 schepenen (naargelang de gemeente minder of meer dan 20.000 inwoners had), maar aanpassingen verhoogden dit aantal specifiek voor de grootste steden.
De schepenen werden -net als de burgemeester- benoemd door de Koning onder de raadsleden. Sinds de wet van 30 december 1887 worden de schepenen door en uit de gemeenteraad benoemd.

## Samenstelling

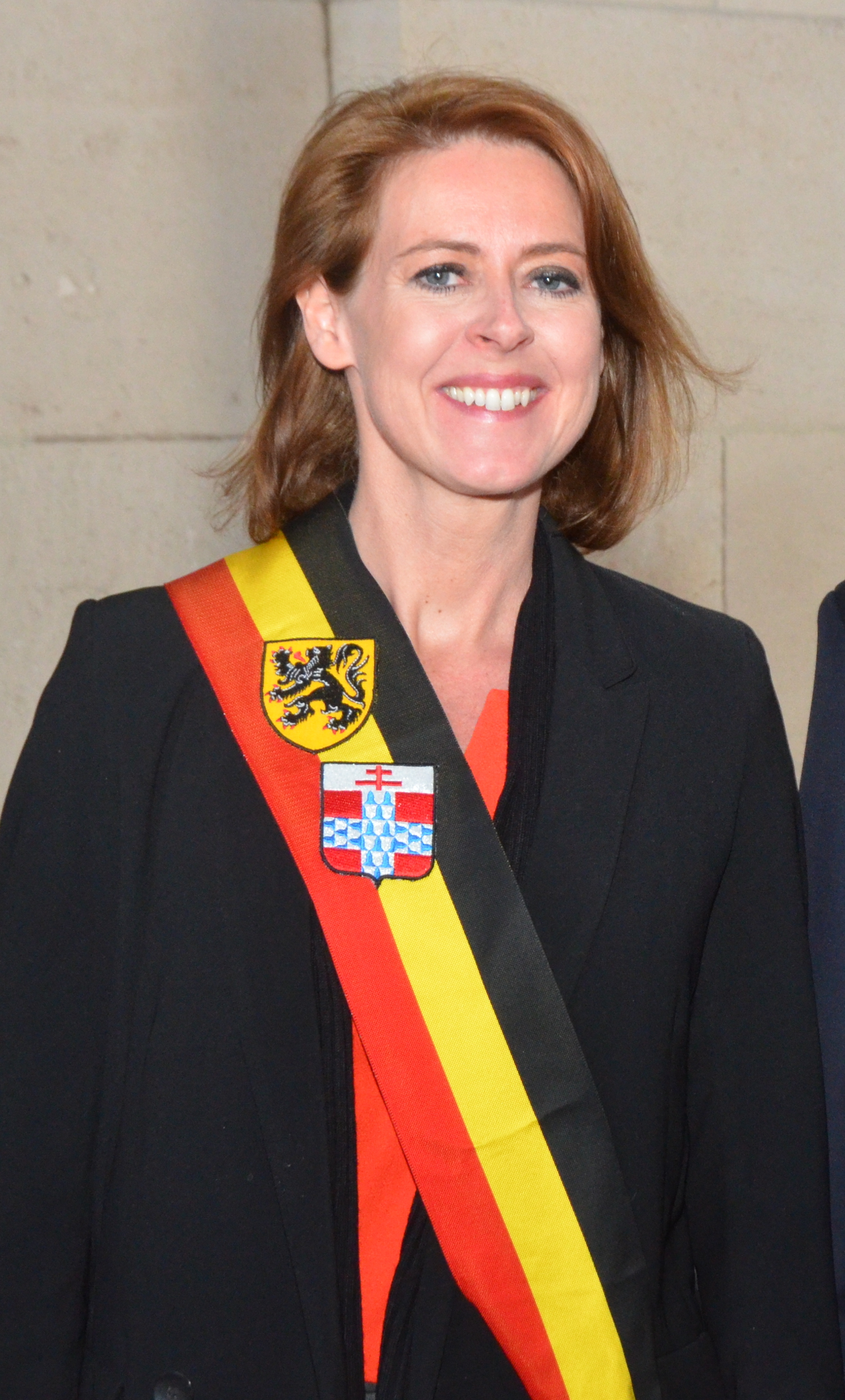
Een burgemeester is voorzitter van het college van burgemeester en schepenen

Het college van burgemeester en schepenen bestaat uit de burgemeester en uit ten minste 2 en, afhankelijk van het aantal inwoners van de gemeente, ten hoogste 2 à 9 schepenen:
| inwoners        | maximaal aantal schepenen |
| --------------- | ------------------------- |
| tot 4.999       | 2                         |
| 5.000-9.999     | 3                         |
| 10.000-19.999   | 4                         |
| 20.000-29.999   | 5                         |
| 30.000-49.999   | 6                         |
| 50.000-99.999   | 7                         |
| 100.000-199.999 | 8                         |
| 200.000 of meer | 9                         |

In Vlaanderen wordt de BCSD-voorzitter automatisch toegevoegd als schepen als hij dit nog niet was. Zo kan het aantal schepenen dus één hoger liggen dan de tabel hierboven.
Wallonië en Brussel hanteren nog de categorieën van de Nieuwe Gemeentewet, met sowieso 10 schepenen voor de hoogste categorie.
Het Vlaams Decreet Lokaal Bestuur voorziet over de vrijwillige samenvoeging van gemeenten dat na de gemeentefusie tijdelijk meer schepenen mogelijk zijn dan normaal toegelaten: twee extra schepenen in de eerste bestuursperiode en één extra schepen in de daaropvolgende bestuursperiode.

## Aanstelling
De burgemeester wordt door een meerderheid in het nieuwe bestuur (onder andere met een handtekeningenlijst) aan de provinciegouverneur voorgesteld, een maand voor de eerste gemeenteraad in zijn nieuwe samenstelling vergadert. De gouverneur neemt, na een grondig nazicht op mogelijke bezwaren, de eed af van de nieuwe burgemeester en benoemt hem. Deze eed luidt in Vlaanderen "Ik zweer de verplichtingen van mijn mandaat trouw na te komen".
De schepenen worden aangesteld door de gemeenteraad zelf. De gemeenteraad bepaalt bovendien een rangorde bij de schepenen. Dit gebeurt tijdens de afroeping, stemming, aanvaarding, eedaflegging en benoeming op de eerste gemeenteraad van het nieuwe gemeentebestuur. De rangorde is van belang om te bepalen wie de burgemeester vervangt tijdens zijn of haar afwezigheid. In de eerste plaats zal dat de eerste schepen zijn.

## Besluitvorming
Het college vergadert zo vaak als nodig; vaak is dit wekelijks. De vergaderingen zijn niet openbaar.
Het college beslist in de regel bij consensus. Alle beslissingen van het college worden neergeschreven in verslagen. De verslagen van het schepencollege zijn openbaar. De verslagen kunnen opgevraagd worden door gebruik te maken van openbaarheid van bestuur.
Het college van burgemeester en schepenen bereidt de beraadslagingen en de besluiten van de gemeenteraad voor en voert deze uit.
Een schepen die het op een gegeven moment niet meer eens is met het gevoerde beleid, kan niet uit het college ontslagen worden. In de praktijk worden hem meestal wel al zijn bevoegdheden (buiten het college) ontnomen.

## Integratie met OCMW
Voor gemeenten in het Vlaams Gewest geldt dat sinds de inwerkingtreding van het Decreet Lokaal Bestuur op 1 januari 2019 het Openbaar Centrum voor Maatschappelijk Welzijn (OCMW) geïntegreerd is met de gemeente. De gemeenteraad fungeert ook als raad voor maatschappelijk welzijn en het college van burgemeester en schepenen als vast bureau van het OCMW. Er is een nieuw apart orgaan, het bijzonder comité voor de sociale dienst, waarvan de voorzitter tevens lid van het college van burgemeester en schepenen moet zijn.
Het gemeentedecreet van 2005 voorzag al enkele stappen tot samenwerking tussen gemeente en OCMW. In de legislatuur 2007-2012 kon de OCMW-voorzitter optioneel lid zijn van het schepencollege; gedurende de legislatuur 2013-2018 werd dit verplicht.